# Обливион (фильм, 1994)
«Обливион» — космический вестерн  1994 года режиссёра Сэма Ирвина, сценарий Питера Дэвида по рассказу Чарльза Бэнда, Джона Реома, Грега Саддета и Марка Гольдштейна.
Фильм с участием Ричарда Джозефа Пола, Эндрю Дивоффа, Джорджа Такеи,  Джули Ньюмар, Мюзетты Вандер, Исаака Хейса и Мэг Фостер в главных ролях  рассказывает историю сына шерифа, который защищает футуристический город дикого запада от пришельца-рептилии. Несмотря на негативные отзывы, в 1996 году был выпущен сиквел Oblivion 2: Backlash.

## Сюжет
События происходят в 3031 году на пограничной планете на расстоянии многих световых лет от Земли. Причудливая банда футуристических головорезов стремится установить контроль над небольшим городом Обливион, поскольку невдалеке от него находится месторождение драгоценного камня под названием «драконий», который ценится много дороже, чем золото.
Действие начинается с того, что в Обливион прибывает банда убийц во главе с рептилоидом по прозвищу Красный Глаз (Эндрю Дивофф). Стремясь захватить власть в городе он вызывает на дуэль городского шерифа Стоуна. Используя кристалл дракония, который обладает свойством вносить помехи в работу электроники, Красный Глаз отключает защитное поле шерифа и убивает его на поединке, а затем выводит из строя помощницу шерифа — киборга Стеллу (Мэг Фостер). 
Тем временем сын погибшего шерифа Зак ищет в пустыне месторождение дракониума. Много лет назад он покинул Обливион из-за ссоры с отцом. Скитаясь по пустыне, Зак спасает аборигена Бутео (Джимми Ф. Скэггс) от гигантского скорпиона, после чего мужчины становятся друзьями. Из рассказа Бутео зритель узнаёт, что его жена и дети были убиты бандитами, и Бутео поклялся отомстить убийцам. Ночью Зака находит владелец похоронного бюро Обливиона Гонт и сообщает ему о смерти отца. Зак и Бутео вместе отправляются в Обливион на похороны. 
В городе Зака несколько раз провоцирует на конфликт бандиты из шайки Красного Глаза, однако Зак отказывается драться, из-за чего все считают его трусом. В дальнейшем выясняется, что Зак не трус, а эмпат, он чувствует боль окружающих как свою собственную и поэтому стремится избегать насилия.
Побывав на похоронах отца, Зак навещает своего старого друга изобретателя Дока Валентайна (Джордж Такей), а также знакомится с владелицей местного магазина Мэтти Чейз (Джеки Суонсон). 
Появившись в салуне, где развлекается банда Красного Глаза, Бутео узнает в одном из бандитов убийцу своей жены и детей, вызывает его на поединок и убивает негодяя. Красный Глаз и его банда в отместку захватывают Бутео, сажают его в колодки и хлещут кнутами.
Чувствуя, что дальнейшее бездействие граничит с предательством, Зак преодолевает свой страх перед насилием, спасает Бутео, вступает в перестрелку с бандитами, убивает большую часть банды и отстреливает Красному Глазу правую руку. 
Зак празднует победу, пока не узнает, что Красный Глаз, сбежав из города в пустыню, захватил Мэтти в качестве заложницы. Вместе с Бутео и Стеллой он спешит в пустыню, где вступают с бандой в последнее сражение и побеждает злодеев. Красный Глаз кончает свою жизнь, упав в глубокую расселину, где его съедают гигантские плотоядные скорпионы.

## В ролях
| Актёр                      | Роль                                                                                        |
| -------------------------- | ------------------------------------------------------------------------------------------- |
| en:Richard Paul            | Marshal Zack Stone (шериф Зак Стоун), сын убитого шерифа Зеда Стоуна                        |
| en:Jackie Swanson          | Mattie Chase (Мэтти Чейз), владелица магазина                                               |
| Дивофф, Эндрю              | Red Eye (Красный Глаз), рептилоид, главарь банды                                            |
| Фостер, Мег                | Stell Barr (Стелла Барр), киборг, помощница шерифа                                          |
| Вандер, Мусетта            | Lash (Лэш), член банды, любовница Красного глаза                                            |
| Скэггз, Джимми             | Buteo (Бутео), абориген                                                                     |
| Хейз, Айзек                | Buster (Бастер), владелец магазина, скупщик дракония                                        |
| en:Sam Irvin               | Whipping Boy                                                                                |
| Jeff Moldovan              | Spanner                                                                                     |
| en:Mike Genovese           | Marshal Zed Stone (шериф Зед Стоун), отец Зака Стоуна                                       |
| Tim Miller                 | Stinking Turncoat                                                                           |
| en:Peter David             | Cowhand                                                                                     |
| Frank Roman                | Wormhole                                                                                    |
| en:Irwin Keyes             | Bork                                                                                        |
| Стрёйкен, Карел            | Mr. Gaunt (м-р. Гонт), владелец похоронного бюро                                            |
| Такэй, Джордж              | Doc Valentine (доктор Валентайн), местный стоматолог, парикмахер, изобретатель и роботехник |
| Джули Ньюмар               | Miss Kitty (Мисс Китти), владелица салуна                                                   |
| en:Nadine Emilie Voindrouh | Josephine                                                                                   |

## Избранные цитаты
Стелла: Теперь ты шериф города... если хочешь...
Зак: Ты можешь назначить меня шерифом?
Стелла: Да ладно! Ещё два стакана, и я смогу назначить тебя хоть Императором Галактики.

## Прокат
После непродолжительных показов на многочисленных кинофестивалях фильм был выпущен на видеокассетах компанией Paramount Home Video во время курортного сезона 1994 года. В 2002 году фильм был выпущен на DVD компанией Artisan Entertainment, но был снят с производства по неизвестным причинам. Впоследствии фильм был переиздан на DVD компанией Full Moon Entertainment в 2010 году и снова на DVD компанией Shout! Factory 5 июля 2011 года.
В сентябре 2017 года фильм был выпущен в цифровом формате веб-сайтом RiffTrax.com с юмористическими комментариями комиков Майкла Дж. Нельсона, Кевина Мерфи и Билла Корбетта.

## Реакция критики
Феликс Васкес, веб-портал Cinema Crazed:
«Космический вестерн «Обливион» от Full Moon, безусловно, является одним из самых креативных фильмов, созданных Чарльзом Бэндом. Это фильм, возможно, глупый и сложный для понимания, но это хороший космический вестерн и вестерн без условностей научной фантастики. Я был удивлен, что здесь вообще есть какие-то монстры или инопланетяне, ведь «Обливион» просто типичный вестерн. Конечно, если закрыть глаза на гигантских скорпионов-людоедов. «Обливион» написан автором комиксов Питером Дэвидом и невероятно амбициозен, учитывая явно низкий бюджет».
«Обливион — город на внеземной планете, где инопланетяне, монстры и люди живут бок о бок в старом западном мире... Мюзетта Вандер безумно сексуальна в роли Лэш, второго человека в банде, в своём садо-мазо латексе, стилизованном под ковбойский костюм и с хлыстом. Но всех затмевает Карел Стрейкен в роли городского гробовщика Гонта, который приводит людей в ужас развевающимся плащом и огромным ростом».
«У режиссера Сэма Ирвина, кажется, закончились деньги, поэтому он завершает фильм открытой сценой, подразумевающей сиквел, что усиливает ощущение незавершенности. Тем не менее, это определенно знаменательный фильм в жанре Full Moon, заслуживающий культового статуса, и это уникальный научно-фантастический вестерн для людей, которым нравится такая кухня».
Майк Масси, веб-портал Gone With The Twins (оценка 3 из 10):
«Основанный на оригинальной сюжетной идее Чарльза Бэнда (что обычно означает проблемы), «Обливион» предлагает смесь жанров, которая редко появляется в кино. К сожалению, создатели фильма предпочитают быть более комедийными, чем серьезными, что приводит к насмешливому и глупому подходу к действию, персонажам и сюжету».
«Дизайн персонажей на удивление забавен: инопланетные ковбои, кожа и кружева, причудливые мутанты, тореадор в стиле Зорро, пластилиновые мультипликационные монстры, готические одежды, пародия на Дэви Крокетта, безобразные ковбойские наряды — всё это в фильме, где уже сплавлены многочисленные кинематографические стили. Помимо визуальных эффектов, «Обливион» состоит из идей, которые могли бы понравиться, если бы не были реализованы так плохо. Отсутствие серьезности, жалкий юмор, плохая игра и пустые диалоги — все это способствует общему низкому качеству и в конечном итоге разрушает сюжет. Эта история могла бы быть чем-то большим, если бы к ней не подошли с таким ребячеством».

## Внешние ссылки
- Oblivion (англ.) на сайте Internet Movie Database
- «Обливион (фильм, 1994)» (англ.) на сайте Rotten Tomatoes
- Oblivion (англ.) на сайте AllMovie